# وودنگتسا (استان پومرانی)
وودنگتسا (به لاتین: Wodnica) یک روستا در لهستان است که در گمینا اوستکا واقع شده‌است. وودنگتسا ۳۴۶ نفر جمعیت دارد.